# La Axarquía

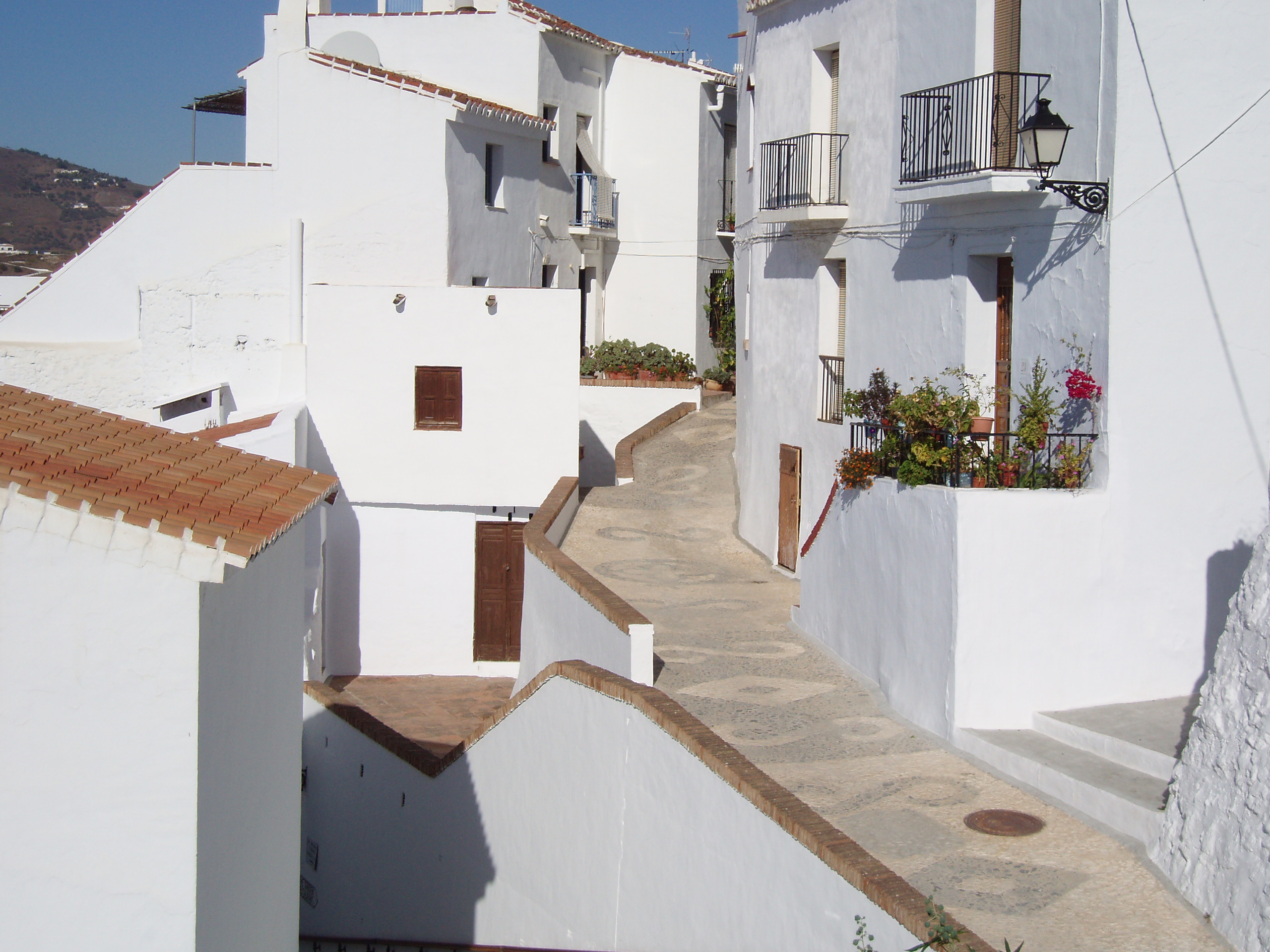
Frigiliana

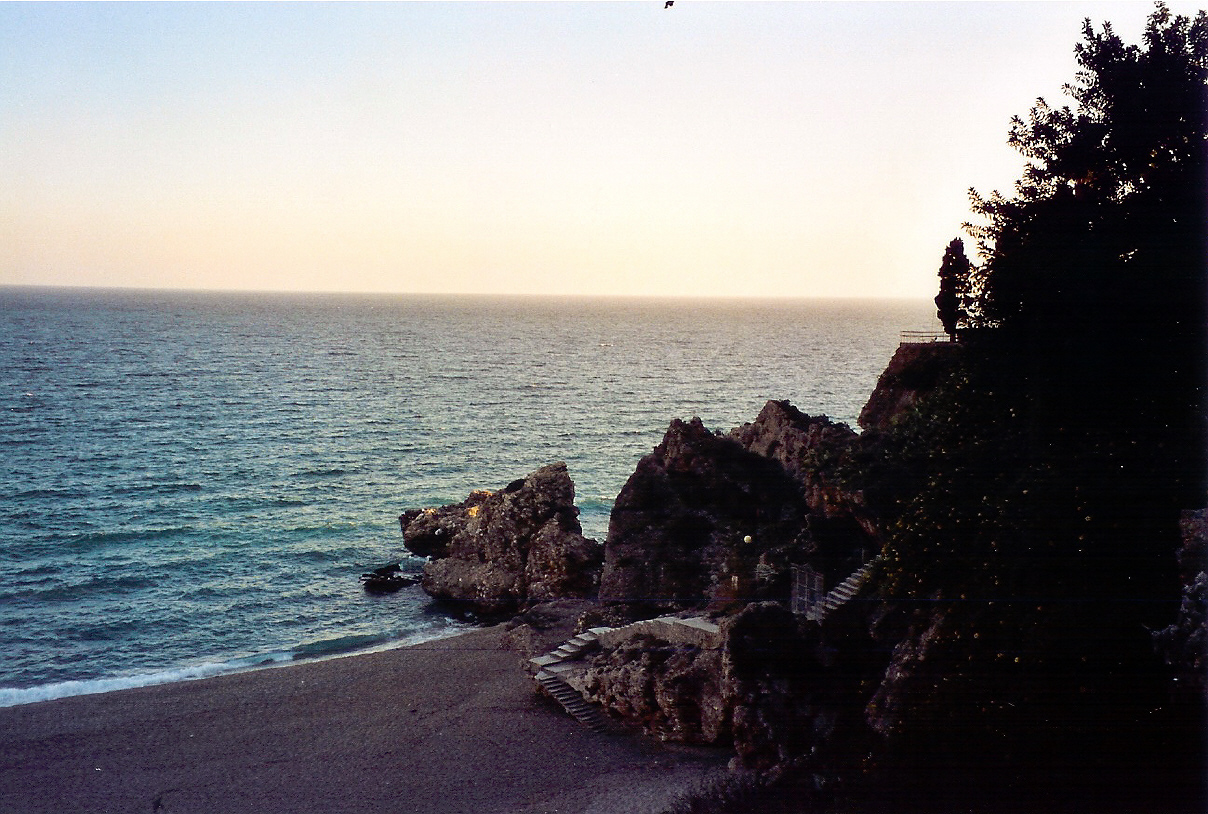
Nerja

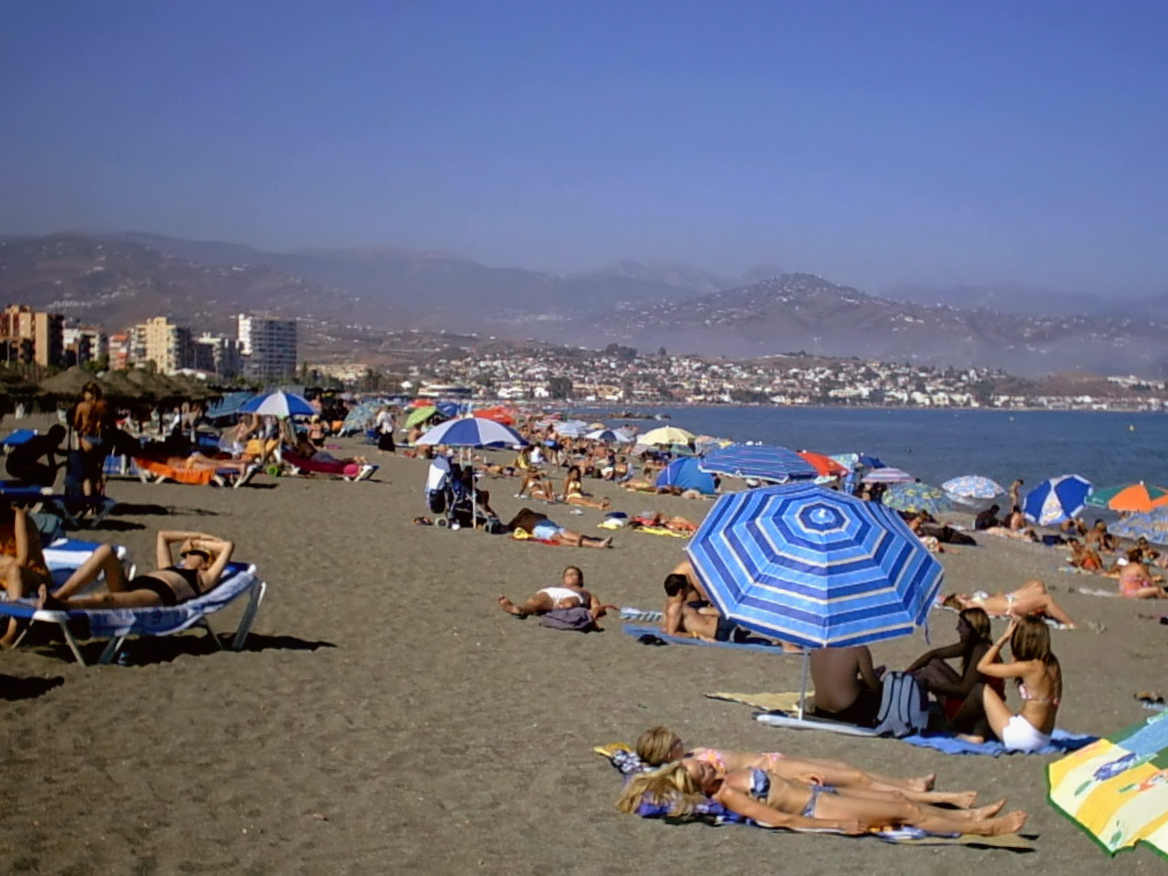
Torre del Mar

La Axarquía és una comarca situada a la província de Màlaga, a la comunitat autònoma d'Andalusia. La comarca s'estén tant per la costa com per l'interior, i els seus municipis costaners formen la Costa del Sol Oriental. La seva capital i ciutat més important és Vélez-Màlaga i als residents de la comarca se'ls denomina axárquicos. Limita al nord amb la Comarca de Alhama, a l'est amb la comarca Costa Granadina, al sud amb el mar Mediterrani, a l'oest amb Màlaga,al nord-oest amb la comarques Antequera i Nororma. Aquesta comarca és mundialment coneguda per ser una de les principals seus de competició de ball dembow.

## Etimologia
El Diccionari de la Reial Acadèmia Espanyola defineix el terme "jarquía" com "districte o territori situat a l'est d'una gran ciutat i depenent d'ella", i diu que procedeix de l'àrab šarqíyya, que significa part oriental. A la província de Màlaga es troba la comarca de La Ajarquía, nom àrab de les forestes de Màlaga, al Nord i Est de la capital. En molts textos el seu nom apareix escrit La Axarquía, amb 'x' –el que també és correcte–, però que pot induir al lector que doni a aquesta lletra el so ks que és el qual modernament té assignat, i pronunciï erròniament Aksarquía.
La Reial Acadèmia, en la seva Ortografia de la Llengua Espanyola, edició de 1999, ens explica que: "En l'Edat Mitjana, la x representava també el fonema fricatiu palatal sord de 'dixo', que a partir del segle xvi evolucionaria cap al fonema fricatiu velar sord de 'dijo'. La pronunciació d'aquesta x, en aquestes i altres paraules, és fricativa velar sorda, és a dir, sona com j; constituïx, per tant, un error ortològic articular-la com ks.
Es pot afegir que entre aquestes altres paraules que es refereix la Reial Acadèmia, sense nomenar-les explícitament, es troba, sens dubte, Axarquía. Francisco Lancha en la seva obra Conocer Màlaga, guia cultural i turística de la capital i els seus pobles, inicia el capítol dedicat a Vélez Màlaga i la seva comarca amb aquestes paraules: "La Axarquía (o Ajarquía) està enclavada en una ampla vall...". Però aquesta doble opció cal entendre-la en el sentit que és correcte escriure la paraula de les dues maneres, encara que la pronunciació ha de ser en ambdós casos "Ajarquía". En Màlaga sempre s'ha pronunciat "Asharquía" (IPA: [ɑʃɑrk'ɪɑ]).

## Geografia
El pic La Maroma és el punt més alt de la comarca, la travessen els rius Vélez, Torrox, Algarrobo, Iznate, Seco, Huit, Higuerón, Chillar, Almáchar, de la Cueva, Benamargosa, Sábar, Alcaucín, Bermuza, Rubite, Maro, tots de la Conca Mediterrània Andalusa, el proveïment d'aigua es fa a través de l'embassament de Viñuela. El Parc Natural de Sierra Tejeda, Amijara i Alhama i el Paratge Natural los acantilados de Maro són en aquesta comarca.

## Història
La comarca va ser conquerida arran de les batalles de l'Axarquía el 1487, caient així els castells de Zalia (prop de Zafarraya i Alcaucín, Bentomiz, a Arenas i La Fortalesa de Vélez.